# 旱季
旱季，或稱乾季，指在降水量有顯著差別的地區，其一年中降水相对较少的月份。
请注意，在某些地區的某些年份，在“旱季”里每隔一两天下一场不大也不小的雨。所以“旱”是相对于“雨季”里每天下雨甚至连续数日不断地下雨而言的。
不同的氣候類型，旱季出現的季節也不同。以北半球為例：東亞季風區的旱季主要為冬季；南亞季風區的旱季大約在12月~翌年5月（涼季與熱季）；熱帶草原氣候的旱季為冬季；地中海型氣候的旱季為夏季。
热带的氣候常會有明顯的旱季，热带氣候明顯受熱帶降雨帶的影響，熱帶降雨帶會從北半球热带移到南半球热带，再移回北半球热带。熱帶降雨帶大約會在十月份到三月份在南半球热带，此時就是北半球热带的旱季，降水非常少，而且天氣多半是晴朗的。四月份到九月份時，熱帶降雨帶會在北半球热带，此時就是南半球热带的的旱季。在柯本气候分类法中，若是熱帶氣候地區，單月的平均月降水量小於60mm，即視為是旱季